# 이라클리오현
이라클리오현은 그리스 크레타주의 네 현 가운데 한 곳이다. 현청 소재지는 이라클리오이다. 이라클리오현은 서쪽으로는 레팀노현과, 동쪽으로는 라시티현과 접경하고 있다. 현 중부와 북부 지역 및 해안선과 계곡에는 유역 농경지가 자리하고 있다. 이라클리오현에는 산지가 많은데, 서쪽에는 이디산이 있고, 남쪽에는 아스테루시아산이 있다. 북쪽 디아섬도 이라클리오 현에 속한다. 